# Luigi di Anhalt-Köthen-Pleß
Luigi di Anhalt-Köthen-Pleß (Pszczyna, 16 luglio 1783 – Pszczyna, 5 novembre 1841) fu principe di Pless della casata degli Ascanidi dal 1830 al 1841.

## Biografia
Luigi l'ultimo figlio di Federico Ermanno di Anhalt-Köthen-Pleß, principe di Anhalt-Köthen-Pleß, e di sua moglie Luisa di Stolberg-Wernigerode (1744–1784).
Alla morte del padre, il primogenito dei suoi fratelli Ferdinando Federico ereditò i possedimenti del Principato di Pleß che mantenne sino al 1818, anno in cui all'estinzione della casata principale si trovò a dover reggere il trono ducale dell'Anhalt-Köthen e decise pertanto di passare il trono di Pleß al fratello secondogenito Enrico. Dopo la morte senza eredi di Ferdinando Federico nel 1830, Enrico ereditò i possedimenti dell'Anhalt-Köthen e decise di passare la reggenza del principato di Pleß all'ultimo dei suoi fratelli maschi sopravvissuti, Luigi appunto.
Luigi resse le sorti dell'exclave dal 1830 al 1841 sostanzialmente lasciando immutata la politica dei suoi predecessori e balenando nel contempo la costruzione di uno stato indipendente con la Anhalt-Köthen-Pleß. I suoi sogni vennero però interrotti dalla sua improvvisa morte nel 1841, avvenuta senza eredi. Dopo la sua dipartita, il trono di Pleß tornò al fratello Enrico che ne mantenne la reggenza come stato indipendente sino al 1847, anno in cui il principato passò ai domini degli Hochberg.

## Ascendenza
|                                                      |                                                    |                                                    | Genitori                                              |  |  | Nonni |  |  | Bisnonni                                       |  |  | Trisnonni                              |  |
|                                                      |                                                    |                                                    |                                                       |  |  |       |  |  | 8. Emanuel Lebrecht, principe di Anhalt-Köthen |  |  | 16. Emanuel, principe di Anhalt-Köthen |  |
|                                                      |                                                    |                                                    |                                                       |  |  |       |  |  | 8. Emanuel Lebrecht, principe di Anhalt-Köthen |  |  | 16. Emanuel, principe di Anhalt-Köthen |  |
|                                                      |                                                    | 17. Anna Eleonore zu Stolberg-Wernigerode          |                                                       |  |  |       |  |  | 8. Emanuel Lebrecht, principe di Anhalt-Köthen |  |  |                                        |  |
| 4. August Ludwig, principe di Anhalt-Köthen          |                                                    |                                                    |                                                       |  |  |       |  |  | 8. Emanuel Lebrecht, principe di Anhalt-Köthen |  |  |                                        |  |
|                                                      |                                                    | 9. Gisela Agnes von Rath                           | 18. Balthasar Wilhelm von Rath                        |  |  |       |  |  |                                                |  |  |                                        |  |
|                                                      |                                                    | 9. Gisela Agnes von Rath                           | 18. Balthasar Wilhelm von Rath                        |  |  |       |  |  |                                                |  |  |                                        |  |
|                                                      |                                                    | 9. Gisela Agnes von Rath                           | 19. Magdalene Dorothee von Wuthenau                   |  |  |       |  |  |                                                |  |  |                                        |  |
| 2. Friedrich Erdmann, principe di Anhalt-Köthen-Pleß |                                                    | 9. Gisela Agnes von Rath                           |                                                       |  |  |       |  |  |                                                |  |  |                                        |  |
|                                                      |                                                    | 10. Erdmann II, principe di Promnitz-Pless         | 20. Balthasar Erdmann, conte di Promnitz-Pless        |  |  |       |  |  |                                                |  |  |                                        |  |
|                                                      |                                                    | 10. Erdmann II, principe di Promnitz-Pless         | 20. Balthasar Erdmann, conte di Promnitz-Pless        |  |  |       |  |  |                                                |  |  |                                        |  |
|                                                      |                                                    | 10. Erdmann II, principe di Promnitz-Pless         | 21. Emilie Agnes Reuß zu Schleiz                      |  |  |       |  |  |                                                |  |  |                                        |  |
| 5. Emilie von Promnitz-Pless                         |                                                    | 10. Erdmann II, principe di Promnitz-Pless         |                                                       |  |  |       |  |  |                                                |  |  |                                        |  |
|                                                      |                                                    | 11. Anna Marie von Sachsen-Weissenfels             | 22. Johann Adolf I, duca di Sassonia-Weissenfels      |  |  |       |  |  |                                                |  |  |                                        |  |
|                                                      |                                                    | 11. Anna Marie von Sachsen-Weissenfels             | 22. Johann Adolf I, duca di Sassonia-Weissenfels      |  |  |       |  |  |                                                |  |  |                                        |  |
|                                                      |                                                    | 11. Anna Marie von Sachsen-Weissenfels             | 23. Johanna Magdalena von Sachsen-Altenburg           |  |  |       |  |  |                                                |  |  |                                        |  |
| 1. Ludwig, principe di Anhalt-Köthen-Pleß            |                                                    | 11. Anna Marie von Sachsen-Weissenfels             |                                                       |  |  |       |  |  |                                                |  |  |                                        |  |
|                                                      | 12. Christian Ernst, conte di Stolberg-Wernigerode | 24. Ludwig Christian, conte di Stolberg-Gedern     |                                                       |  |  |       |  |  |                                                |  |  |                                        |  |
|                                                      | 12. Christian Ernst, conte di Stolberg-Wernigerode | 24. Ludwig Christian, conte di Stolberg-Gedern     |                                                       |  |  |       |  |  |                                                |  |  |                                        |  |
|                                                      | 12. Christian Ernst, conte di Stolberg-Wernigerode | 25. Christine von Mecklenburg-Güstrow              |                                                       |  |  |       |  |  |                                                |  |  |                                        |  |
| 6. Heinrich Ernst II, conte di Stolberg-Wernigerode  | 12. Christian Ernst, conte di Stolberg-Wernigerode |                                                    |                                                       |  |  |       |  |  |                                                |  |  |                                        |  |
|                                                      |                                                    | 13. Sophie Charlotte zu Leiningen-Westerburg       | 26. Johann Anton, conte di Leiningen-Westerburg       |  |  |       |  |  |                                                |  |  |                                        |  |
|                                                      |                                                    | 13. Sophie Charlotte zu Leiningen-Westerburg       | 26. Johann Anton, conte di Leiningen-Westerburg       |  |  |       |  |  |                                                |  |  |                                        |  |
|                                                      |                                                    | 13. Sophie Charlotte zu Leiningen-Westerburg       | 27. Christine Luise zu Sayn-Wittgenstein              |  |  |       |  |  |                                                |  |  |                                        |  |
| 3. Luise zu Stolberg-Wernigerode                     |                                                    | 13. Sophie Charlotte zu Leiningen-Westerburg       |                                                       |  |  |       |  |  |                                                |  |  |                                        |  |
|                                                      |                                                    | 14. August Ludwig, principe di Anhalt-Köthen (= 4) | 28. Emanuel Lebrecht, principe di Anhalt-Köthen (= 8) |  |  |       |  |  |                                                |  |  |                                        |  |
|                                                      |                                                    | 14. August Ludwig, principe di Anhalt-Köthen (= 4) | 28. Emanuel Lebrecht, principe di Anhalt-Köthen (= 8) |  |  |       |  |  |                                                |  |  |                                        |  |
|                                                      |                                                    | 14. August Ludwig, principe di Anhalt-Köthen (= 4) | 29. Gisela Agnes von Rath (= 9)                       |  |  |       |  |  |                                                |  |  |                                        |  |
| 7. Christiane Anna von Anhalt-Köthen                 |                                                    | 14. August Ludwig, principe di Anhalt-Köthen (= 4) |                                                       |  |  |       |  |  |                                                |  |  |                                        |  |
|                                                      |                                                    | 15. Emilie von Promnitz-Pless (= 5)                | 30. Erdmann II, principe di Promnitz-Pless (= 10)     |  |  |       |  |  |                                                |  |  |                                        |  |
|                                                      |                                                    | 15. Emilie von Promnitz-Pless (= 5)                | 30. Erdmann II, principe di Promnitz-Pless (= 10)     |  |  |       |  |  |                                                |  |  |                                        |  |
|                                                      |                                                    | 15. Emilie von Promnitz-Pless (= 5)                | 31. Anna Marie von Sachsen-Weissenfels (= 11)         |  |  |       |  |  |                                                |  |  |                                        |  |
|                                                      |                                                    | 15. Emilie von Promnitz-Pless (= 5)                |                                                       |  |  |       |  |  |                                                |  |  |                                        |  |